# Kajan Johnson
Kajan Johnson, född 21 april 1984 i Burns Lake, är en kanadensisk MMA-utövare som sedan 2014 tävlar i organisationen Ultimate Fighting Championship.